# Hypena poliopera
Hypena poliopera là một loài bướm đêm trong họ Erebidae.